# 더원 (가수)
더원(The One, 1974년 3월 26일 ~ ) 또는 정순원(鄭淳元)은 대한민국의 대중음악인이며, 한국에서는 더원, 중화권에서는 본명인 정순원으로 활동하고 있다. 대표곡으로는 〈사랑아〉, 〈겨울사랑〉, 〈I Do〉, 〈내 여자〉, 〈잘 있나요〉, 〈보낼 수 없는 너〉, 태연과 부른〈별처럼〉등이 있다.
2012년에는 나는 가수다 II의 새가수 선발전에 참가해 1위를 차지하여 본 무대까지 올랐는데 첫번째, 두번째 경연에서 모두 1위를 하며 '9월의 가수'로 초고속 졸업을 하였고, 《나는 가수다 II 슈퍼디셈버 2012》의 개막제까지 1위를 하며 4연속 1위를 차지하는 괴력을 보여주었다. 계속해서 좋은 무대를 보여주며 결국에는 최종 우승으로 가왕의 자리까지 오르는 영광을 안았다. 이 후에 불후의 명곡 - 전설을 노래하다에서 이선희, 이치현, 김현철 편의 최종 우승, 미스터리 음악쇼 복면가왕에서는 9연승을 하던 '우리 동네 음악대장' 하현우를 무너뜨리고 2연승 하며, 31, 32대 가왕에 올라 자타공인 대한민국 최고의 보컬리스트다운 모습을 보여줬다. 또, 중국판 '나는 가수다3'에서도 강력한 중국 가수들 사이에서 한국인 최초로 출연해 최종 3위까지 오르는 등 국내를 넘어 중국까지 사로잡은 명실상부 '아시아의 가왕'으로 자리매김한 실력자다.

## 음반

### 정규 음반
- 정규 1집 《The Last Gift, The One!》 (2002년 2월 발매)
- 정규 2집 《The One》 (2004년 8월 발매)
- 정규 3집 《The Last》 (2008년 9월 4일 발매)
- 정규 4집 Part.1 《다시 걷는다》 (2011년 1월 20일 발매)
- 정규 5집 《Who's The One I'm The One》 (2014년 3월 7일 발매)

### 싱글 음반
- 싱글 Love Ballad In 2007 Vol.1 (2007년 11월 13일 발매)
- 싱글 《내 여자》 (2008년 8월 22일 발매)
- 싱글 《외톨박이》 (2009년 6월 9일 발매)
- 듀엣 싱글 《별처럼》(with 태연) (2010년 11월 17일 발매)[1]
- 듀엣 싱글 《두 남자 이야기》(with KCM) (2011년 2월 22일 발매)
- 싱글 《단 한번의 사랑》 (2012년 4월 17일 발매)
- 싱글 This Love part 1 《이 사랑》(2012년 11월 7일 발매)
- 싱글 New Wave Studio (Vol.1) 《뭘 해도 똑같다》(2013년 6월 7일 발매)
- 듀엣 싱글 《아프다니까》(with 펀치) (2014년 1월 7일 발매)
- 듀엣 싱글 《바라만 보네요》(with 손승연) (2014년 6월 19일 발매)
- 듀엣 싱글 《난 사랑 넌 이별》(with DooBoo) (2015년 1월 28일 발매)
- 듀엣 싱글 《꺼내지 못한 말》(with 김연지) (2015년 7월 3일 발매)
- 듀엣 싱글 《사랑을 몰랐어》(with 전봉진) (2015년 11월 19일 발매)
- 싱글 《Will (마음속의 말들)》 (2016년 12월 7일 발매)
- 싱글 ONE MIND 1《술 한잔이 생각나》 (2017년 10월 17일 발매)
- 리메이크 싱글 《내사랑 내곁에》 (2017년 11월 1일 발매)
- 싱글 ONE MIND 2《흔한 이별》 (2018년 6월 1일 발매)
- 싱글 ONE MIND 3《그대였다면》, 《가리워진 길》(2019년 3월 6일 발매)

### 참여 앨범
- 스페이스 A 1집 《주홍글씨》 (1997년 발매) - 원년 멤버
- Municon vol.1 《해바라기의 약속》 (2018년 발매) - 타이틀곡

### OST
- KBS 드라마 《순정》 OST (2001년 9월 25일 발매)
  - 5. 연가
- 드라마 《세가지 소원》 OST (2002년 5월 발매)
  - 약속
- 영화 《보스 상륙 작전》 OST (2002년 9월 1일 발매)
  - 3. My Way
- 영화 《프로젝트 X》 OST (2003년 2월 6일 발매)
  - 보낼 수 없는 너
  - Sad Song (with 리쌍)
  - 눈물속의 그대 (with 애쉬)
  - 왜 날 떠나는지...
- KBS 월화드라마 《러브홀릭》 OST (2005년 5월 발매)
  - 11. 다시 살아도
- SBS 주말 특별기획 드라마 《온리 유》 OST (2005년 7월 5일 발매)
  - 3. 사랑할게
- KBS 수목드라마 《장밋빛 인생》 OST (2005년 9월 29일 발매)
  - 3. 가시
  - 12. 장밋빛인생 (Piano Ver.)
- MBC 수목드라마 《궁》 OST (2006년 1월 26일 발매)
  - 3. 두 가지 말 (Duet with 정재욱)
- KBS 주말 연속극 《소문난 칠공주》 OST (2006년 8월 30일 발매)
  - 2. 기다리는 사랑
- 애니메이션 《미안하다 사랑한다 (Between Of One Year)》 OST (2006년 10월 1일 발매)
  - 6. 미안하다, 사랑한다 (무혁의 테마)
- SBS 월화드라마 《내 남자의 여자》 OST (2007년 5월 7일 발매)
  - 2. 사랑아
- 영화 《첫눈》 OST (2007년 11월 2일 발매)
  - 1. Virgin Snow
  - 27. Virgin Snow (Japanese Ver.)
- MBC 아침드라마 《그래도 좋아》 OST (2007년 12월 7일 발매)
  - 1. 치명적인 사랑
- MBC 주말 특별기획 드라마 《겨울새》 OST (2008년 2월 5일 발매)
  - 2. 아프다
- KBS 수목드라마 《미워도 다시 한 번 2009》 OST (2009년 2월 12일 발매)
  - 1. 사랑은 병이다
- KBS 주말드라마 《거상 김만덕》 OST (2010년 3월 4일 발매)
  - 1. 등불
- SBS 드라마 스페셜 《싸인》 OST Part.6 (2011년 2월 17일 발매)
  - 1. My Love Song (Drama Ver.)
- SBS 월화드라마 《추적자 THE CHASER》 OST Part.2 (2012년 6월 12일 발매)
  - 1. 사랑한다는 이말
- SBS 드라마 스페셜 《그 겨울, 바람이 분다》 OST Part.2 (2013년 2월 20일 발매)
  - 1. 겨울사랑
- SBS 드라마 스페셜 《그 겨울, 바람이 분다》 OST (2013년 5월 16일 발매)
  - 6. 겨울사랑 (Piano Ver.)
- MBC 월화드라마 《구가의 서》 OST Part.6 (2013년 5월 20일 발매)
  - 1. 잘 있나요
- SBS 월화드라마 《비밀의 문》 OST Part.2 (2014년 10월 6일 발매)
  - 1. 지우고 지우다
- SBS 수목드라마 《용팔이》 OST Part.1 (2015년 8월 12일 발매)
  - 1. 사랑하는 그대에게
- SBS 수목드라마 《사임당, 빛의 일기》 OST Part.3 (2017년 2월 16일 발매)
  - 1. 너에게 간다
- SBS 월화드라마 《엽기적인 그녀》 OST Part.1 (2017년 6월 5일 발매)
  - 1. 그대이기에
- JTBC 월화드라마 《보좌관 - 세상을 움직이는 사람들 시즌2》 OST Part.3 (2019년 11월 25일 발매)
  - 1. 놓을 수 없다

## 방송 출연
- 2008년 9월 24일 SBS 《김정은의 초콜릿》26회
- 2012년 2월 10일 ~ 3월 16일 tvN 《오페라스타 2012》
- 2012년 9월 2일 MBC 《나는 가수다 II》 18회
- 2012년 9월 16일 MBC 《나는 가수다 II》 20회
- 2012년 9월 30일 MBC 《나는 가수다 II》 22회
- 2012년 10월 15일 MBC 《공감토크쇼 놀러와》 405회
- 2012년 10월 22일 MBC 《공감토크쇼 놀러와》 406회
- 2012년 11월 18일 MBC 《나는 가수다 II》 29회
- 2012년 11월 25일 MBC 《나는 가수다 II》 30회
- 2012년 12월 2일 MBC 《나는 가수다 II》 31회
- 2012년 12월 9일 MBC 《나는 가수다 II》 32회
- 2012년 12월 16일 MBC 《나는 가수다 II》 33회
- 2012년 12월 23일 MBC 《나는 가수다 II》 34회
- 2012년 12월 30일 MBC 《나는 가수다 II》 35회
- 2013년 4월 16일 Mnet 《윤도현의 MUST》 85회
- 2013년 5월 11일 KBS2 《불후의 명곡 - 전설을 노래하다》 100회
- 2013년 5월 18일 KBS2 《불후의 명곡 - 전설을 노래하다》 101회
- 2013년 12월 2일 KBS2 《대국민 토크쇼 안녕하세요》 152회
- 2014년 2월 1일 MBC 《음악여행 예스터데이》 2회
- 2014년 3월 1일 MBC 《음악여행 예스터데이》 3회
- 2014년 3월 29일 KBS2 《불후의 명곡 - 전설을 노래하다》 146회
- 2014년 4월 4일 KBS2 《유희열의 스케치북》 227회
- 2014년 4월 5일 KBS2 《불후의 명곡 - 전설을 노래하다》 147회
- 2014년 4월 12일 KBS2 《불후의 명곡 - 전설을 노래하다》 148회
- 2014년 5월 31일 KBS2 《불후의 명곡 - 전설을 노래하다》 150회
- 2014년 6월 7일 KBS2 《불후의 명곡 - 전설을 노래하다》 151회
- 2014년 6월 14일 KBS2 《불후의 명곡 - 전설을 노래하다》 152회
- 2014년 9월 9일 MBC 《2014 나는 가수다》
- 2014년 12월 20일 KBS1 《사랑의 리퀘스트》 778회
- 2014년 12월 20일 MBC 《세바퀴》 277회
- 2015년 1월 2일 ~ 4월 3일 중국 후난위성TV 《아시가수 시즌3》
- 2015년 7월 14일 ~ 10월 13일 MBC MUSIC 《슈퍼아이돌 시즌1》 심사위원
- 2015년 9월 9일 ~ 9월 10일 MBC 《DMC 페스티벌 2015 드라마 뮤직 콘서트》
- 2016년 1월 2일 KBS2 《불후의 명곡 - 전설을 노래하다》 232회
- 2016년 3월 8일 ~ MBC MUSIC 《슈퍼아이돌 시즌2》 심사위원
- 2016년 2월 16일 KBS2 《1 대 100》
- 2016년 5월 29일 ~ 2016년 7월 3일 MBC 《미스터리 음악쇼 복면가왕》- 제 31, 32대 가왕 하면 된다 백수탈출
- 2018년 10월 28일 ~ 11월 19일 TV조선 《동네 앨범》
- 2021년 12월 19일 TV조선 《부캐전성시대》 - 고정출연 (부캐 '앗따거')

## 영화
- 《소리꾼》 (2020년) - 상구 역

## 수상
- 2008년 《제16회 대한민국 문화연예대상》신세대 10대 가수상
- 2012년 《제1회 K-드라마 스타 어워즈》베스트

OST상
- 2013년 《제20회 대한민국 문화연예대상》가요부문 대중가요 남자 최우수상
- 2013년 《제2회 대전 드라마 페스티벌》베스트

OST상
- 2014년 《제23회 하이원 서울가요대상》OST상
- 2015년 《중국 KU음악상》해외인기가수상
- 2015년 《제10회 서울 드라마 어워즈》망고TV

인기상
- 2019년 《제7회 대한민국 예술문화인대상》대중가수부문
- 2019년 《제8회 대한민국 베스트 스타상》베스트 가수상